# خط طول 77° غرب
خط طول 77° غرب هو أحد خطوط الطول الجغرافية، والتي تمتد من القطب الشمالي الجغرافي إلى القطب الجنوبي الجغرافي، وحسب التحويل الزمني يتأخر خط طول 77° غرب عن خط غرينتش بـ5 ساعة و8 دقيقة.

## من القطب إلى القطب
ينطلق خط طول 77° غرب من القطب الشمالي نحو القطب الجنوبي مرورا بالمناطق التي ترد في الجدول التالي:
| الإحداثيات                         | البلد أو الإقليم أو البحر | ملاحظات |
| ---------------------------------- | ------------------------- | --- |
| 90°0′N 77°0′W / 90.000°N 77.000°W  | المحيط المتجمد الشمالي    | |
| 83°1′N 77°0′W / 83.017°N 77.000°W  | كندا                      | نونافوت — جزيرة إليسمير |
| 77°54′N 77°0′W / 77.900°N 77.000°W | خليج بافن                 | |
| 73°21′N 77°0′W / 73.350°N 77.000°W | كندا                      | نونافوت — جزيرة بيلوت [لغات أخرى]‏ و بافن (جزيرة) |
| 69°36′N 77°0′W / 69.600°N 77.000°W | حوض فوكس                  | |
| 69°25′N 77°0′W / 69.417°N 77.000°W | كندا                      | نونافوت — Bray Island |
| 69°9′N 77°0′W / 69.150°N 77.000°W  | حوض فوكس                  | |
| 68°2′N 77°0′W / 68.033°N 77.000°W  | كندا                      | نونافوت — جزيرة الأمير تشارلز |
| 67°15′N 77°0′W / 67.250°N 77.000°W | حوض فوكس                  | |
| 65°24′N 77°0′W / 65.400°N 77.000°W | كندا                      | نونافوت — Foxe Peninsula، بافن (جزيرة) |
| 64°15′N 77°0′W / 64.250°N 77.000°W | مضيق هدسون                | |
| 63°40′N 77°0′W / 63.667°N 77.000°W | كندا                      | نونافوت — جزيرة سالزبوري [لغات أخرى]‏ |
| 63°25′N 77°0′W / 63.417°N 77.000°W | مضيق هدسون                | |
| 62°32′N 77°0′W / 62.533°N 77.000°W | كندا                      | كيبك |
| 57°49′N 77°0′W / 57.817°N 77.000°W | خليج هدسون                | |
| 55°48′N 77°0′W / 55.800°N 77.000°W | كندا                      | كيبك أونتاريو — من 45°48′N 77°0′W / 45.800°N 77.000°W |
| 43°53′N 77°0′W / 43.883°N 77.000°W | بحيرة أونتاريو            | |
| 43°16′N 77°0′W / 43.267°N 77.000°W | الولايات المتحدة          | نيويورك (ولاية) بنسيلفانيا — من 42°0′N 77°0′W / 42.000°N 77.000°W ماريلند — من 39°42′N 77°0′W / 39.700°N 77.000°W واشنطن العاصمة — من 38°58′N 77°0′W / 38.967°N 77.000°W Maryland — من 38°49′N 77°0′W / 38.817°N 77.000°W فرجينيا — من 38°20′N 77°0′W / 38.333°N 77.000°W كارولاينا الشمالية — من 36°32′N 77°0′W / 36.533°N 77.000°W |
| 34°40′N 77°0′W / 34.667°N 77.000°W | المحيط الأطلسي            | |
| 26°35′N 77°0′W / 26.583°N 77.000°W | جزر البهاما               | Man-O-War Cay وجزر أباكو |
| 26°19′N 77°0′W / 26.317°N 77.000°W | المحيط الأطلسي            | مرورا بغرب the جزيرة Eleuthera, جزر البهاما (في 25°24′N 76°47′W / 25.400°N 76.783°W) · مرورا بشرق the جزيرة بروفيدانس الجديدة, جزر البهاما (في 25°2′N 77°15′W / 25.033°N 77.250°W) |
| 21°31′N 77°0′W / 21.517°N 77.000°W | كوبا                      | |
| 19°53′N 77°0′W / 19.883°N 77.000°W | البحر الكاريبي            | |
| 18°24′N 77°0′W / 18.400°N 77.000°W | جامايكا                   | |
| 17°51′N 77°0′W / 17.850°N 77.000°W | البحر الكاريبي            | |
| 8°15′N 77°0′W / 8.250°N 77.000°W   | كولومبيا                  | |
| 0°18′N 77°0′W / 0.300°N 77.000°W   | الإكوادور                 | |
| 2°43′S 77°0′W / 2.717°S 77.000°W   | بيرو                      | مرورا بشرق ليما (في 12°2′S 77°2′W / 12.033°S 77.033°W) |
| 12°14′S 77°0′W / 12.233°S 77.000°W | المحيط الهادئ             | |
| 60°0′S 77°0′W / 60.000°S 77.000°W  | المحيط الجنوبي            | |
| 72°41′S 77°0′W / 72.683°S 77.000°W | القارة القطبية الجنوبية   | Territory المطالب الإقليمية بالقارة القطبية الجنوبية by تشيلي (المقاطعة التشيلية بالقارة القطبية الجنوبية) و by the المملكة المتحدة (المقاطعة البريطانية بالقارة القطبية الجنوبية) |